# Traité de Fontainebleau (1541)
Pour les articles homonymes, voir Traité de Fontainebleau.
Le traité de Fontainebleau est un accord conclu le 29 novembre 1541 entre François Ier (roi de France) et Christian III (roi de Danemark et de Norvège). Il prévoit une assistance mutuelle entre les deux rois dans le cadre de l’opposition face à Charles Quint. Il accélère par ailleurs les pourparlers diplomatiques entre la France et la Suède durant l’hiver suivant,,.